# Jean-Michel Ferri
Pour les articles homonymes, voir Ferri.
Jean-Michel Ferri (né le 7 février 1969 à Lyon en France), est un footballeur international français, qui jouait au poste de milieu de terrain défensif.

## Biographie
À l'âge de 14 ans, il quitte Vénissieux pour signer un contrat d'aspirant au FC Nantes et intégrer ainsi le centre de formation des canaris. Il débute trois ans plus tard en Division 1, le 30 avril 1988, au poste de stoppeur, lancé par Miroslav Blazevic. Il signe son premier contrat professionnel un an et demi plus tard et glisse au fil des années au poste de milieu défensif. 
Avec le retour de Jean-Claude Suaudeau aux commandes de l'équipe nantaise et l'arrivée à maturation de la génération dorée des années 90 (Reynald Pedros, Christian Karembeu, Patrice Loko, Nicolas Ouédec...), il devient un joueur emblématique de l'équipe, au point d'en devenir capitaine, de découvrir la Coupe d'Europe, ainsi que l'Équipe de France. Il gagnera son seul titre majeur avec le titre de Champion de France en 1995, avec en prime le record de matchs sans défaite sur une saison (32 matchs). La saison suivante, il dispute les demi-finales de la Ligue des Champions contre la Juventus (0-2, 3-2). 
Il quitte le FC Nantes à l'issue d'une saison moyenne en 1997-1998 pour les Turcs d'İstanbulspor (d'où il repart dès novembre 1998), puis avec le FC Liverpool, où il disposera d'un temps de jeu limité. Cela sera le début du déclin de sa carrière, dont il mettra un terme en 2000, après une dernière pige en Division 2 au FC Sochaux.
Après sa carrière, Jean-Michel Ferri devient entraîneur au niveau amateur dans la région lyonnaise. Il entraîne successivement Feyzin, l'AS Minguettes Vénissieux et le FC Corbas. Lors de la saison 2016-2017, Corbas termine premier de sa poule de Promotion Excellence et est promu en Excellence.

## Repères
- Premier match en Division 1 : Chamois niortais-FC Nantes (1-3), le 30 avril 1988
- Premier match en Coupe d'Europe : 1/32 de finale de la Coupe de l'UEFA, FC Nantes-Valence CF (1-1), le 16 septembre 1993
- Première sélection en Équipe de France : Équipe de France-Chili (3-1), le 22 mars 1994[3]

## Palmarès

### En club
- Champion de France en 1995 avec le FC Nantes
- Finaliste de la Coupe de France en 1993 avec le FC Nantes
- Demi-finaliste de la Ligue des Champions en 1996 avec le FC Nantes

### EnÉquipe de France
- 5 sélections entre 1994 et 1995
- Vainqueur de la Coupe Kirin en 1994

### Record
- Membre de l'équipe de France alignant 30 matchs sans défaite entre février 1994 et octobre 1996

### Statistiques
- 290 matches et 21 buts en Division 1
- 20 matches et 2 buts en Division 2
- 7 matches en Ligue des Champions
- 13 matches en Coupe de l'UEFA